# Ovalau (Fidschi)
Ovalau (ausgesprochen: oβaˈlau) ist die sechstgrößte Insel Fidschis und Verwaltungssitz der Lomaiviti-Inselgruppe.
Bis zum Jahre 1882 war die Stadt Levuka die Hauptstadt der britischen Kronkolonie Fidschi (englisch: Fiji). Sie wird wegen ihrer Architekturbeispiele von Zeit zu Zeit von Kreuzfahrtschiffen angefahren.

## Geographie
Die Landfläche beträgt 102,3 km², die Insel hat eine Bevölkerung von ca. 9000 Menschen, die in 23 Dörfern und der ehemaligen Hauptstadt Levuka leben.
Ovalau ist vulkanischen Ursprungs und hat eine zerklüftete, bergige Topografie. Im Zentrum der Insel, in der Caldera, liegt das Dorf Lovoni, der höchste Gipfel ist der Nadelaiovalau mit 625 Metern Höhe.